# Contea di Luodian
La contea di Luodian (罗甸县S, Luódiàn XiànP) è una contea della Cina, situata nella provincia del Guizhou e amministrata dalla prefettura autonoma buyei e miao di Qiannan.